# Estación 112 Sul
La Estación 112 Sul es una de las estaciones del Metro de Brasilia, situada en Brasilia, entre la Estación 110 Sul y la Estación 114 Sul.
Fue inaugurada en 2010 y atiende especialmente a los moradores de la extremidad sur del Asa Sul.

## Cercanías
- IURD (Iglesia Universal del Reino de Dios)
- Estadio Deportivo de la 112/113 Sul